# Burn Notice
Pour les articles homonymes, voir Agent libre.
Burn Notice ou Agent libre au Québec est une série télévisée américaine en 111 épisodes de 42 minutes créée par Matt Nix (en), diffusée entre le 28 juin 2007 et le 12 septembre 2013 sur USA Network. Il y a aussi un téléfilm, Sam Axe : La Dernière Mission (Burn Notice: The Fall of Sam Axe), retraçant l'histoire de Sam Axe avant sa collaboration avec Michael Westen.
En Belgique, la série est diffusée depuis le 2 septembre 2008 sur RTL-TVI. En France, la première saison a été diffusée sur W9, le reste de la série depuis le 19 avril 2010 sur 13e rue et depuis le 12 juillet 2010 sur M6. Au Québec, la série est diffusée depuis le 4 juin 2009 sur Séries+ et en Suisse, depuis le 18 octobre 2009 sur TSR1.
La série est également disponible sur Disney+.

## Synopsis
Michael Westen est un agent secret qui est subitement mis à pied en plein milieu d'une opération. Il se retrouve à Miami sans savoir pourquoi, sans emploi, sous étroite surveillance d'agences fédérales et sans pouvoir quitter la ville.
Michael est alors obligé de survivre en menant des opérations pour divers clients à Miami. Aidé par une ex-petite amie, Fiona, ancien membre de l'IRA, et Sam, un ancien SEAL de l’United States Navy, à la retraite, Michael utilise son expérience, ses compétences efficaces et ses techniques d'espionnage pour venir à bout d'affaires que la police seule ne saurait résoudre. Parallèlement, Michael cherche activement à savoir pourquoi il a été « licencié ».

## Distribution

### Acteurs principaux
- Jeffrey Donovan (VF : Bertrand Liebert) : Michael Westen
- Gabrielle Anwar (VF : Nathalie Karsenti) : Fiona Glenanne (en)
- Bruce Campbell (VF : Thierry Mercier) : Sam Axe (en)
- Sharon Gless (VF : Michèle Bardollet) : Madeline Westen
- Coby Bell (VF : Olivier Cordina) : Jesse Porter (saisons 4 à 7)

Photos des acteurs principaux
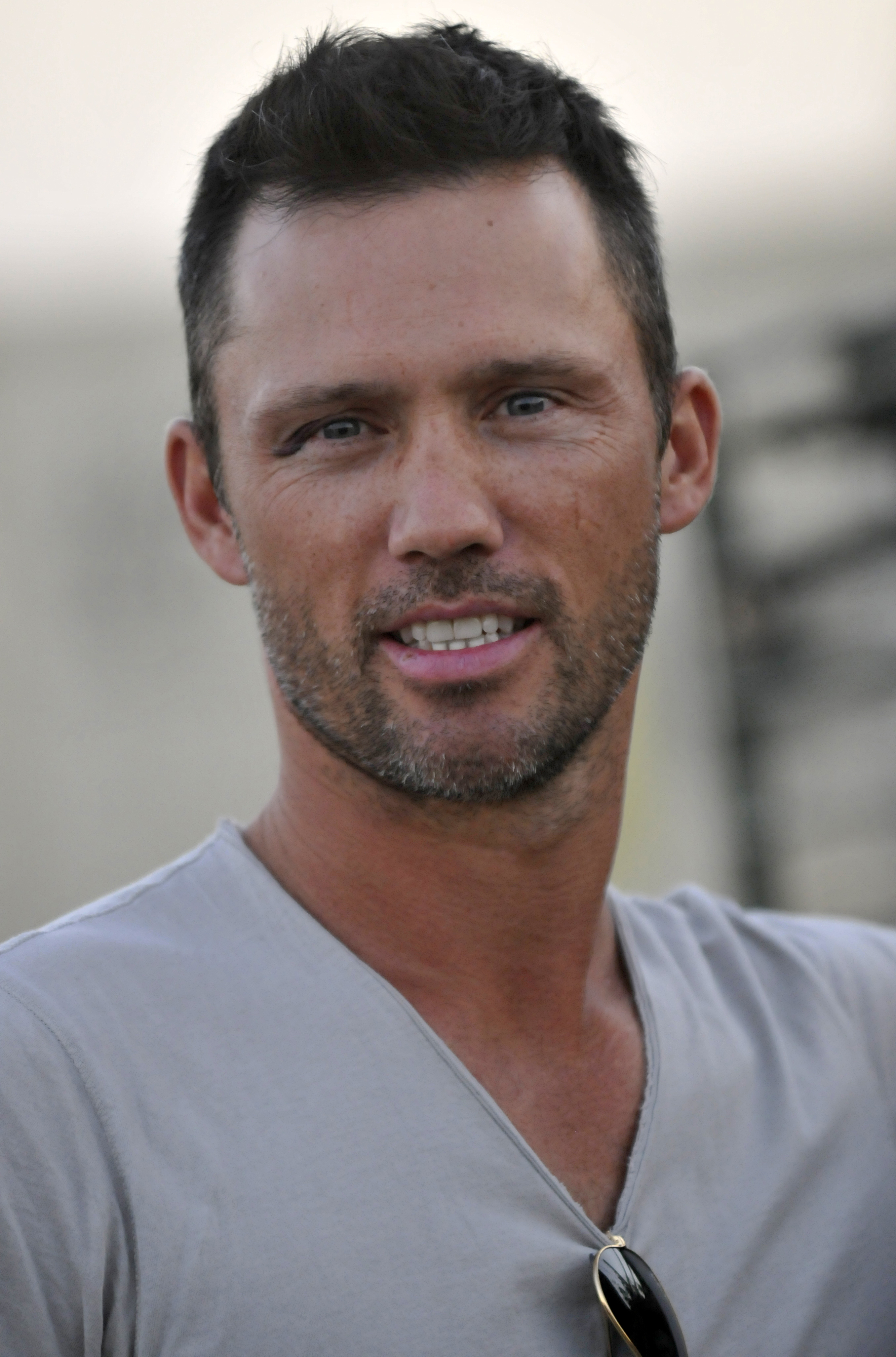
Jeffrey Donovan dans le rôle de Michael Westen
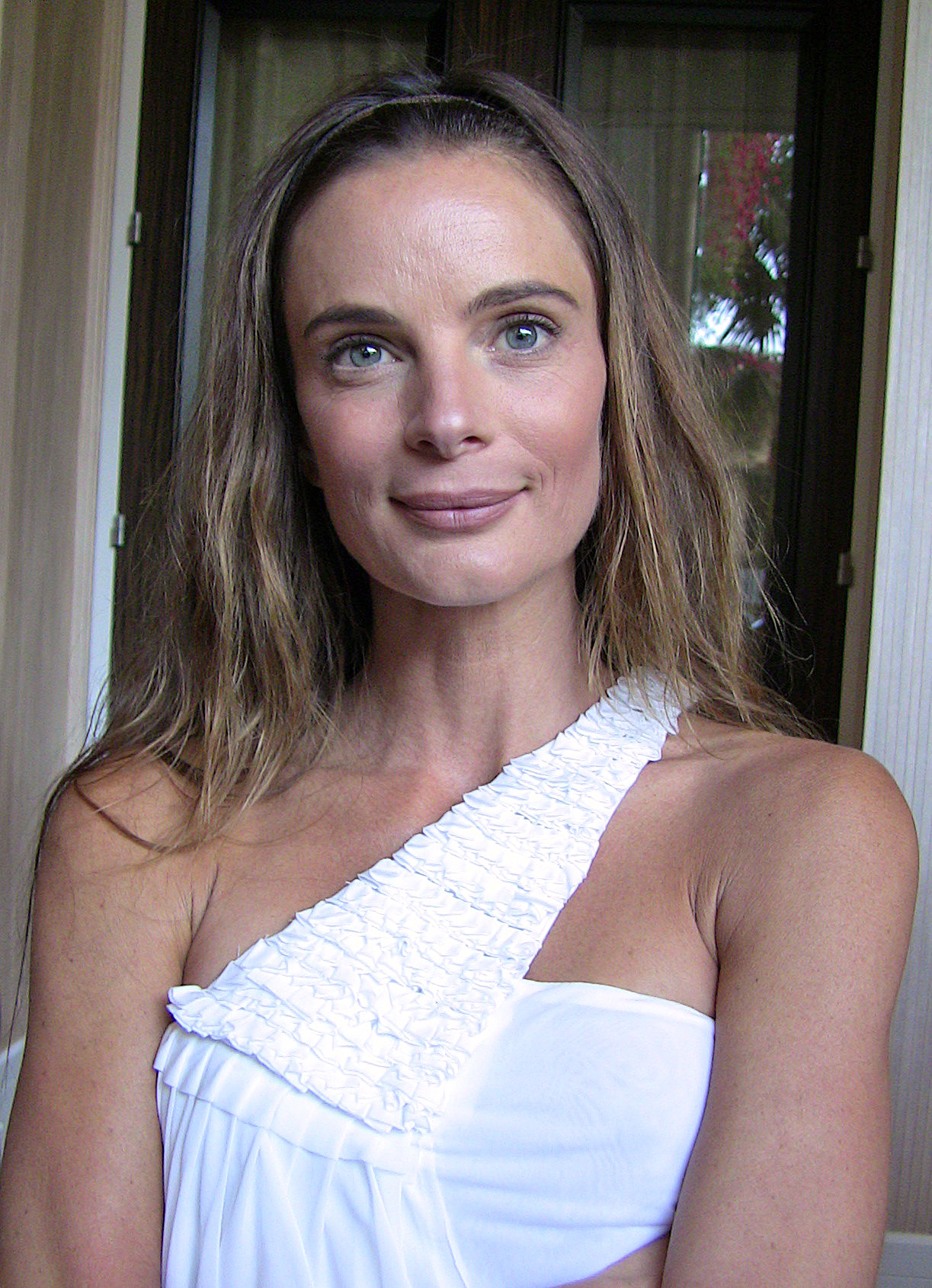
Gabrielle Anwar dans le rôle de Fiona Glenanne (en)
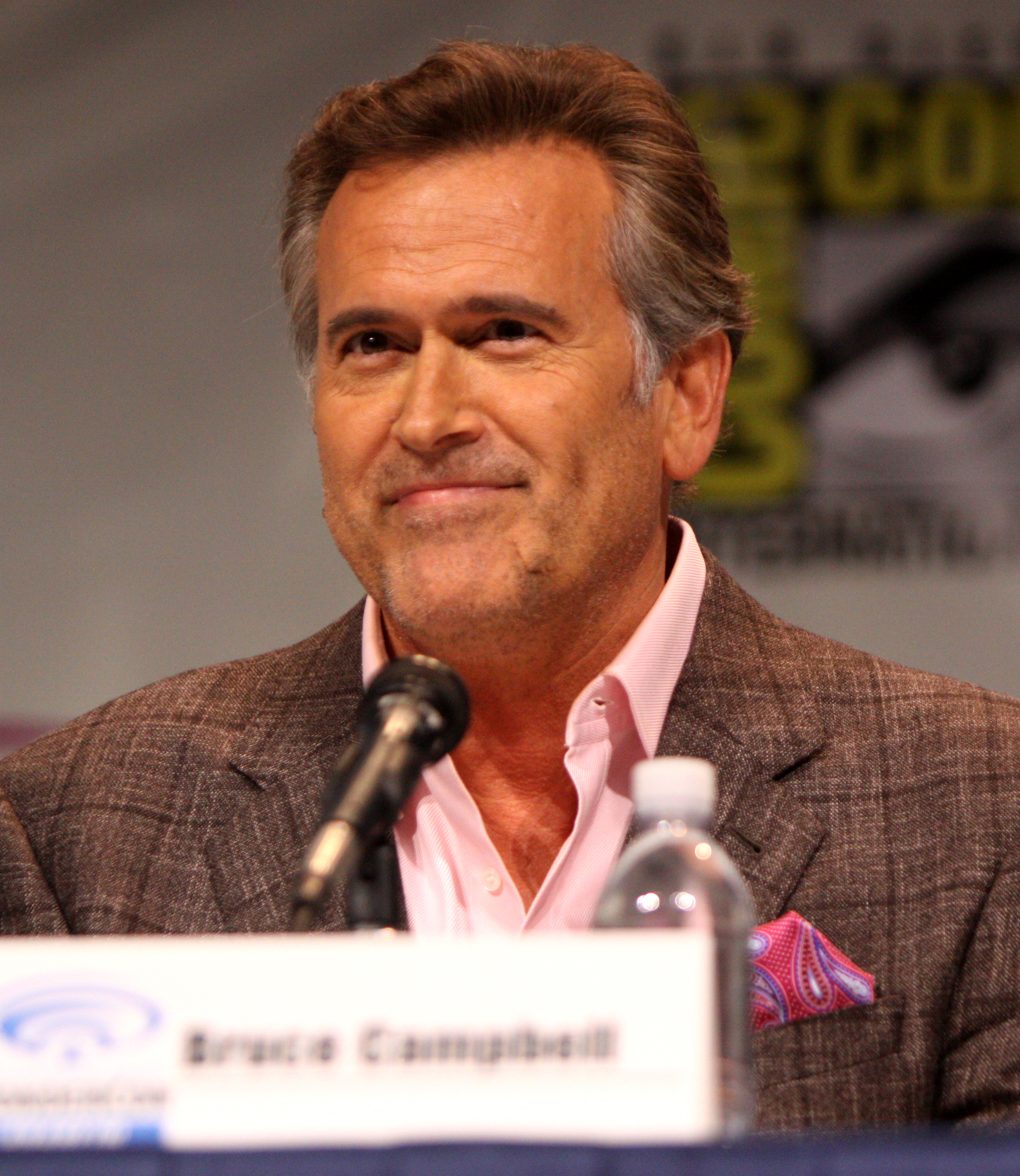
Bruce Campbell dans le rôle de Sam Axe (en)
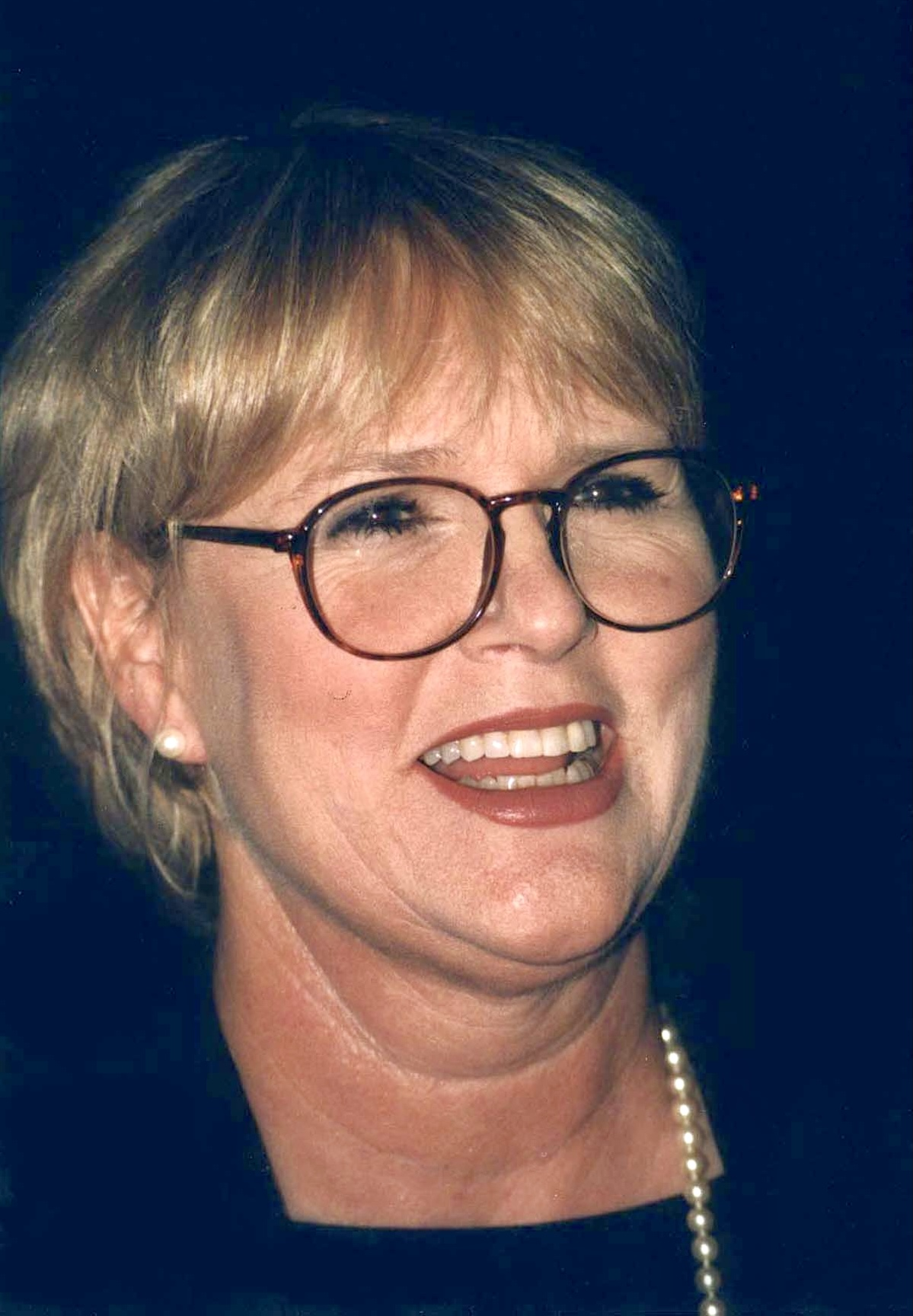
Sharon Gless dans le rôle de Madeline Westen.
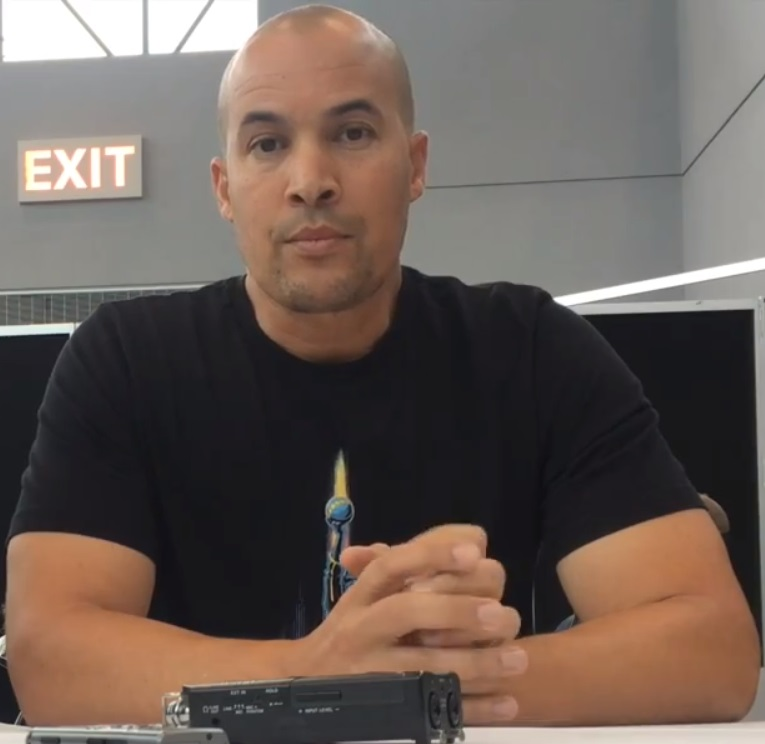
Coby Bell dans le rôle de Jesse Porter.

### Acteurs récurrents
- Seth Peterson (VF : Dominique Guillo / Benoît DuPac sur 1 épisode) : Nate Westen (saisons 1 à 6)
- Paul Tei (is) (VF : Vincent Ribeiro) : Barry (saisons 1 à 7)
- Marc Macaulay (en) (VF : Érik Colin) : agent Harris (saisons 1 à 5)
- Brandon Morris (VF : Antoine Tomé) : agent Lane (saisons 1 à 4)
- Arturo Fernandez (VF : Ludovic Baugin) : Sugar (saisons 1, 3, 4 et 5)
- Alex Carter (VF : Richard Leroussel) : agent Jason Bly (saisons 1, 2 et 6)
- Tricia Helfer (VF : Laura Préjean) : Carla (saison 2)
- Michael Shanks (VF : William Coryn) : Victor (saison 2)
- Anthony Shell (VF : Laurent Cohen) : Stephenson (saison 2)
- Jay Karnes (VF : Stéphane Ronchewski) : Tyler Brennan (saison 2)
- Moon Bloodgood (VF : Marie Zidi) : inspecteur Paxson (saison 3)
- Otto Sanchez (VF : Damien Boisseau) : Diego Garza (saison 3)
- Ben Shenkman (VF : Lionel Tua) : Tom Stricker (saison 3)
- Chris Vance (VF : Patrick Mancini) : Mason Gilroy (saison 3)
- Garret Dillahunt (VF : Vincent Ropion) : Simon Escher (saisons 3 et 4)
- Robert Wisdom (VF : Jean-Louis Faure) : Vaughn (saisons 4 et 1 ép. saison 5)
- Richard Kind (VF : Gérard Surugue) : Marv (saison 4)
- Navi Rawat (VF : Julie Dumas) : Kendra (saison 4)
- Grant Show (VF : Thierry Ragueneau) : Max (saison 5)
- Lauren Stamile (VF : Pascale Chemin) : agent Kim Pearce de la CIA (saisons 5 et 6)
- Jere Burns (VF : Guillaume Orsat) : Anson Fullerton, un psychologue spécialisé dans le comportement humain (saisons 5 et 6)
- Andrew Howard (VF : Jérôme Pauwels) : Tavian Korzha (saison 5)
- David Fickas (VF : Jean-Christophe Clément) : Dixon (saison 5)
- Kristanna Loken (VF : Vanina Pradier) : Rebecca Anderson (invitée saison 5, récurrente saison 6)
- Kenny Johnson (VF : Éric Marchal) : Tyler Gray (saison 6)
- John C. McGinley (VF : Hervé Jolly) : Tom Card (saison 6)
- Zabryna Guevara (VF : Maïk Darah) : Ayn (saison 6)
- Jennifer Bini Taylor (VF : Lydia Cherton) : Elsa (saison 6)
- Sonja Sohn (VF : Laëtitia Lefebvre) : Olivia Riley (saison 6)
- Patton Oswalt (VF : Philippe Peythieu) : Calvin Schmidt (saison 6)
- Jack Coleman (VF : Nicolas Marié) : Andrew Strong (saison 7)
- Adrian Pasdar (VF : Pierre-François Pistorio) : Randall Burke (saison 7)
- Stephen Martines (en) (VF : Frédéric Popovic) : Carlos Cruz (saison 7)
- Alona Tal (VF : Marie Giraudon) : Sonya Lebedenko (saison 7)
- John Pyper-Ferguson (VF : Laurent Mantel) : James Kendrick (saison 7)
- Wilson Pennell (VF : Claire Baradat) : Charlie Westen (saison 7)
Version française
  - Société de doublage : Dubb4You (saisons 1 et 2)[2],[3] / Synchro France (saisons 3 à 6)[2],[3] / Nice Fellow (saison 7)[2]
  - Direction artistique : Benoît DuPac[2],[3]
  - Adaptation des dialogues : Perrine Dézulier, Philippe Girard, Rémi Jaouen, Romain Hammelburg et Mathias Delobel[2]

 Source et légende : version française (VF) sur RS Doublage et Doublage Séries Database

## Production

### Développement
Même si la série date de 2007, l'image de la série a un aspect particulier. Un filtre légèrement jaunissant lui donne un caractère des années 1980. Si ce procédé peut surprendre et est en contraste avec l'image d'une autre série, ceci lui donne un caractère particulier.
Initialement, une première saison de treize épisodes a été annoncée, mais devant le succès de la série auprès du public et de la critique, une deuxième saison composée également de treize épisodes est commandée.
Finalement, la deuxième saison est composée de seize épisodes, diffusée en deux périodes, la première du 10 juillet au 18 septembre 2008 et la seconde du 22 janvier au 5 mars 2009. Durant la première partie de la deuxième saison, la série a vu son audience augmenter de 23 % par rapport à la première saison.
La chaîne a alors renouvelé la série pour une troisième saison avec une commande de seize épisodes, qui a été diffusée en deux parties, du 4 juin au 6 août 2009 et du 21 janvier au 4 mars 2010 sur USA Network.

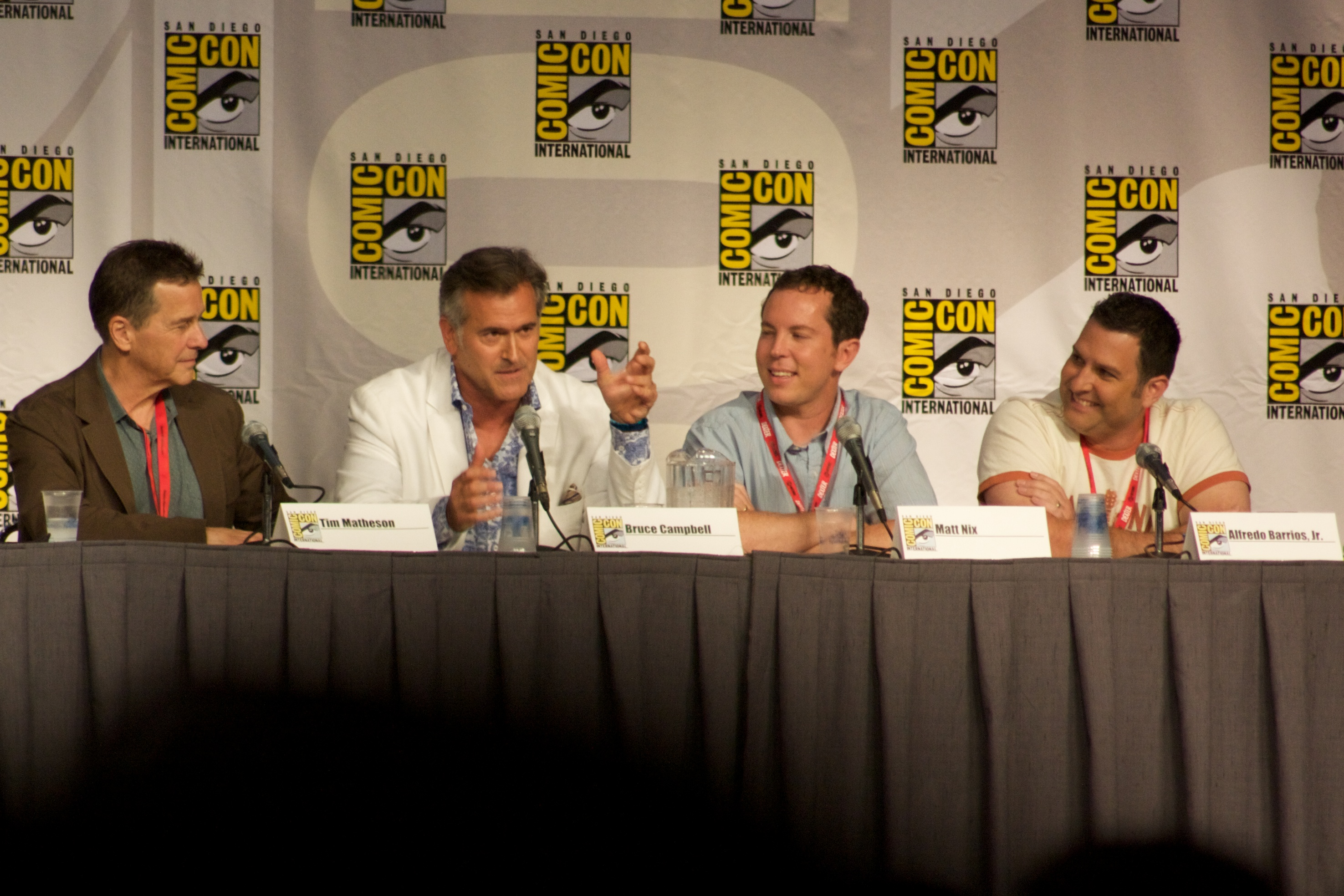
L'équipe de la série au Comic-Con de 2010.

Après seulement trois épisodes diffusés de la quatrième saison, USA Network a annoncé une commande de deux épisodes supplémentaires portant la saison de seize à dix-huit épisodes. Elle a été diffusée en deux parties, du 3 juin au 26 août 2010 (après douze épisodes) et du 11 novembre au 16 décembre 2010 pour les six épisodes restants.
Le 16 avril 2010, la série a été renouvelée pour deux saisons supplémentaires amenant la série vers une cinquième et sixième saison composée de quinze et dix-huit épisodes.
La cinquième saison composée finalement de dix-huit épisodes, a été diffusée en deux parties du 23 juin au 8 septembre 2011 (après douze épisodes) et du 3 novembre au 15 décembre 2011 sur USA Network, aux États-Unis, pour les six épisodes restants.
La sixième saison, composée de dix-huit épisodes, a été diffusée du 14 juin au 20 décembre 2012 sur USA Network, aux États-Unis.
Le 7 novembre 2012, la série a été renouvelée pour une septième saison composée de treize épisodes prévue à partir du 6 juin 2013 sur USA Network.
Le 10 mai 2013, la chaîne annonce que celle-ci sera la dernière.

### Casting
En octobre 2006, USA commande le pilote avec l'embauche de Jeffrey Donovan dans le rôle principal. Il est rejoint en novembre par Gabrielle Anwar, Bruce Campbell et Sharon Gless.
L'acteur Jere Burns a obtenu un rôle récurrent pour la cinquième saison.
En mars 2012, l'acteur John C. McGinley obtient un rôle récurrent pour la sixième saison. Le même mois, la chaîne annonce le retour de trois acteurs pour cette même saison, Jere Burns dans son rôle d'Anson Fullerton, Lauren Stamile (l'agent Kim Pearce) et Kristanna Loken (agent Rebecca Anderson), devenant aussi récurrente pour la sixième saison.
En mars 2013, Jack Coleman, Stephen Martines et Adrian Pasdar ont obtenu un rôle récurrent pour la septième saison tandis que Nick Tarabay a obtenu le rôle de Dexter Gamble le temps de deux épisodes.

### Tournage

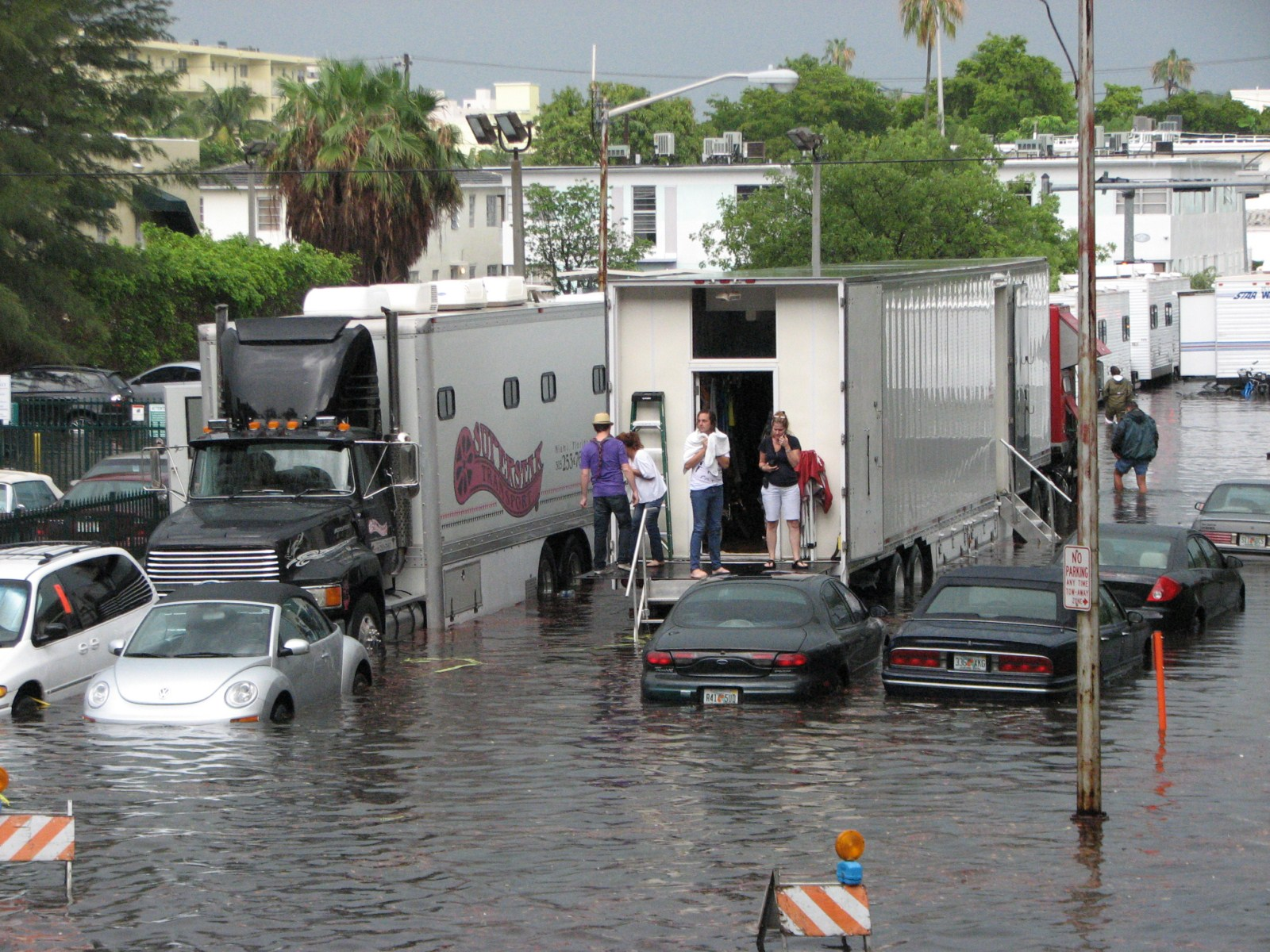
L'équipe en tournage à Miami Beach.

Le tournage de la série s'est déroulée à Miami, en Floride, aux États-Unis.

### Composition d'un épisode
Tous les épisodes commencent par une séquence avec la voix off de Michael accompagnant le spectateur pour lui présenter les différentes techniques et astuces employées par les espions.
Chaque nouveau personnage majeur est présenté en sous-titre par son prénom et le rôle qu'il tient. Ainsi, Sam est présenté comme le « pote » (The Buddy) et Fiona comme l'« ex-copine » (ex-girlfriend).

### Fiche technique
- Titre original et français : Burn Notice
- Titre québécois : Agent Libre
- Création : Matt Nix (en)
- Réalisation : Jeremiah S. Chechik, Stephen Surjik, Colin Bucksey, John T. Kretchmer, Tim Matheson, Matt Nix, Scott Peters
- Scénario : Matt Nix, Ben Watkins, Rashad Raisani, Michael Horowitz, Jason Tracey, Craig O'Neill, Alfredo Barrios Jr., Lisa Joy, Jason Ning, Ryan Johnson et Peter Lalayanis
- Direction artistique : Craig Siebels et Richard Fojo
- Décors : J. Mark Harrington et Craig Siebels
- Costumes : Danny Santiago et Emae Villalobos
- Photographie : William Wages, Roy H. Wagner, Bart Tau et Dennis Hall
- Montage :
- Musique : John Dickson
- Casting : Barbara Fiorentino, Rebecca Mangieri, Wendy Weidman et Gayle Pillsbury
- Production : Michael J. Wilson, Jason Tracey, Craig S. O'Neill, Mikkel Bondesen
  - Production exécutive : Matt Nix, Mikkel Bondesen, Jeffrey Ray, Jeff Freilich
- Sociétés de production : Fox Television Studios, Fuse Entertainment, Flying Glass of Milk Productions (en) et Keslow Cameras
- Société(s) de distribution : USA Network
- Pays d'origine :  États-Unis
- Langue originale : anglais
- Format : couleur - 1,78:1 - 16 mm- son Dolby Digital
- Genre : Action, espionnage
- Durée : environ 42 minutes

 Sauf indication contraire, les informations mentionnées dans cette section peuvent être confirmées par la base de données cinématographiques IMDb,  présente dans la section « Liens externes ».

### Diffusion internationale
- En version originale
 États-Unis : depuis le 28 juin 2007 sur USA Network
 Royaume-Uni : depuis le [Quand ?] sur FX
 Canada : depuis le [Quand ?] sur Super Channel (chaîne payante de première diffusion) et depuis le 7 septembre 2010 sur Showcase[25]
 Belgique (Communauté flamande) : depuis le [Quand ?] sur 2BE
En version française
 Belgique : depuis le 2 septembre 2008 sur RTL-TVI
 France : du 5 février 2009 au 17 mars 2009 sur W9 (première saison) ; depuis le 19 avril 2010 sur 13e rue (dès la deuxième saison) et depuis le 12 juillet 2010 sur M6 (aussi en version multilingue (VM)).
 Québec : depuis le 4 juin 2009 sur Séries+
 Suisse : depuis le 18 octobre 2009 sur TSR1

Note : Avant d'être diffusée sur M6 lors de l'été 2010, la série a eu une diffusion brève sur W9 sans réel succès.

## Épisodes

### Téléfilm
Le 23 juillet 2010, la chaîne USA Network a annoncé le lancement d'un téléfilm de deux heures servant de préquelle à la série, centré sur le personnage de Sam Axe (Bruce Campbell).
C'est l'acteur principal de la série Jeffrey Donovan et interprète de Michael Westen, qui a réalisé ce téléfilm. Le créateur de Burn Notice, Matt Nix, a écrit le scénario et la production a été assurée par Aaron Ginsburg. L'histoire se situe en Amérique latine où le tournage a débuté en janvier 2011, à Bogota, en Colombie.
Le casting du téléfilm présent avec Bruce Campbell comporte Chandra West (Donna, une femme que Sam a commencé à fréquenter), RonReaco Lee (Dr Ben Delaney, un médecin travaillant pour une clinique gratuite en Colombie qui se retrouve prisonnier des terroristes), Kiele Sanchez (une humanitaire qui apporte de la nourriture aux plus pauvres) et John Diehl (l'Amiral Lawrence, le supérieur de Sam).
Le 14 février 2011, le titre du téléfilm a été annoncé, Sam Axe : La Dernière Mission (Burn Notice: The Fall of Sam Axe) avec une diffusion prévue le 17 avril 2011 sur la chaîne câblée américaine USA Network.

## Univers de la série

### Les personnages

#### Personnages principaux
Michael Westen
Michael est un agent secret jusqu'au jour où il reçoit une Burn notice (il s'agit d'une sorte d'avis de licenciement dans le jargon de l'espionnage) en plein milieu d'une opération. De retour aux États-Unis après quelques tracas, Michael se retrouve coincé à Miami où il utilise son expertise d'espion pour tirer les gens d'affaire et se faire un peu d'argent au passage.
Fiona Glenanne (en)
Fiona est l'ex-petite amie de Michael et ancien agent de l'IRA, experte en armes et en explosifs, avec lesquels elle n'hésite pas à régler ses problèmes ou ceux de Michael. Elle reproche sans cesse leur rupture à Michael et cherche à avoir des explications. Ils entretiennent une relation amoureuse ambiguë.
Sam Axe (en)
Sam est un militaire à la retraite, qui court après l'argent et les femmes. Il est aussi porté sur l'alcool ; cependant il reste une précieuse aide pour Michael. Parallèlement, il renseigne le FBI sur les activités de Michael, car l'agence menace de lui retirer sa retraite s'il ne coopère pas. Toutefois, il reste honnête avec Michael et s'arrange pour le protéger du mieux qu'il peut.
Madeline Westen
Madeline est la mère de Michael. Un peu écervelée avec des tendances à l'hypocondrie, elle utilise un chantage affectif sur Michael pour lui demander divers services.
Jesse Porter
Jesse Porter a reçu une « Burn Notice » à la suite d'une infiltration que Michael a faite. Il sera d'abord un client avant de devenir l'ami de Sam, Michael et Fiona, intégrant l'équipe.

#### Personnages récurrents
Nate Westen
C'est le frère de Michael ayant des problèmes avec le jeu, criblé de dettes envers des individus peu recommandable. Il soumet diverses affaires à Michael et essaye d'en tirer un maximum de profit pour rembourser ses créanciers. Il meurt dans la saison 6 en aidant son frère à se tirer d'affaire.
Agent Harris et agent Lane
Ils surveillent de près les agissements de Michael et son équipe. Ils ont menacé Sam pour qu'il leur apporte des informations sur Michael.
Barry Burkowski
Barry est un ami de Michael, Sam et Fiona. Il est blanchisseur d'argent « sale ».
Sugar
Sugar est un vendeur de drogue qui habitait en dessous de chez Michael. Il vient pour avoir de l'aide auprès de ce dernier en tant que client et revient ensuite pour lui rendre service.

### Équipements
- La montre portée par Michael est une Chase Durer Special Forces 1000 XL UDT (Underwater Demolition Team)[31].
- Les lunettes de soleil de Michael sont des Oliver Peoples Victory 55 de couleur Cognac ; celles de Sam sont des Persol et celles de Fiona des Dolce and Gabbana.[réf. souhaitée]
- Les armes utilisées par Michael sont : un Sig Sauer 5906, un Heckler and Koch P30 ; Sam, un 92FS de Berreta et Fiona, un PPK de chez Walther.[réf. souhaitée]

### Commentaires
Burn Notice est un terme dans le jargon de l'espionnage américain qui signifie qu'une personne ou un groupe de personnes n'est plus considéré comme fiable.

## Accueil

### Audiences

#### Aux États-Unis
Le téléfilm a été suivi par 3,5 millions de téléspectateurs sur USA Network.

## Produits dérivés

### Sorties DVD
| Intitulé du coffret           | Nombre d'épisodes | Dates de sortie DVD    | Dates de sortie DVD    | Dates de sortie DVD  | Nombre de disques | Société(s) de distribution        |
| Intitulé du coffret           | Nombre d'épisodes | Drapeau des États-Unis | Drapeau de la Belgique | Drapeau de la France | Nombre de disques | Société(s) de distribution        |
| ----------------------------- | ----------------- | ---------------------- | ---------------------- | -------------------- | ----------------- | --------------------------------- |
| Burn Notice - Saison 1        | 13                | 17 juin 2008           | 4 avril 2010           | 5 mai 2010           | 4                 | Fox Pathé Europa 20th Century Fox |
| Burn Notice - Saison 2        | 16                | 16 juin 2009           | 23 février 2011        | 18 octobre 2011      | 4                 | Fox Pathé Europa 20th Century Fox |
| Burn Notice - Saison 3        | 16                | 1er juin 2010          | /                      | 18 octobre 2011      | 4                 | Fox Pathé Europa 20th Century Fox |
| Burn Notice - Saison 4        | 18                | 7 juin 2011            | /                      | /                    | 6                 | Fox Pathé Europa 20th Century Fox |
| Sam Axe : La Dernière Mission | Téléfilm          | 26 juillet 2011        | /                      | /                    | 1                 | Fox Pathé Europa 20th Century Fox |
| Burn Notice - Saison 5        | 18                | /                      | /                      | /                    | /                 | Fox Pathé Europa 20th Century Fox |
| Burn Notice - Saison 6        | 18                | /                      | /                      | /                    | /                 | Fox Pathé Europa 20th Century Fox |
| Burn Notice - Saison 7        | 13                | /                      | /                      | /                    | /                 | Fox Pathé Europa 20th Century Fox |